# Höfling (Birgland)
Höfling ist ein bayerischer Weiler, der zur Gemeinde Birgland im Landkreis Amberg-Sulzbach gehört.

## Geografie
Der Weiler im Norden des Oberpfälzer Jura ist einer von 42 amtlich benannten Gemeindeteilen der Gemeinde Birgland im westlichen Teil der Oberpfalz. Das auf einer Höhe von 531 m ü. NHN gelegene Höfling ist etwa dreieinhalb Kilometer von dem südsüdöstlich liegenden Pfarrdorf Illschwang entfernt, in dem die Birglander Gemeindeverwaltung ihren Sitz hat.

## Geschichte

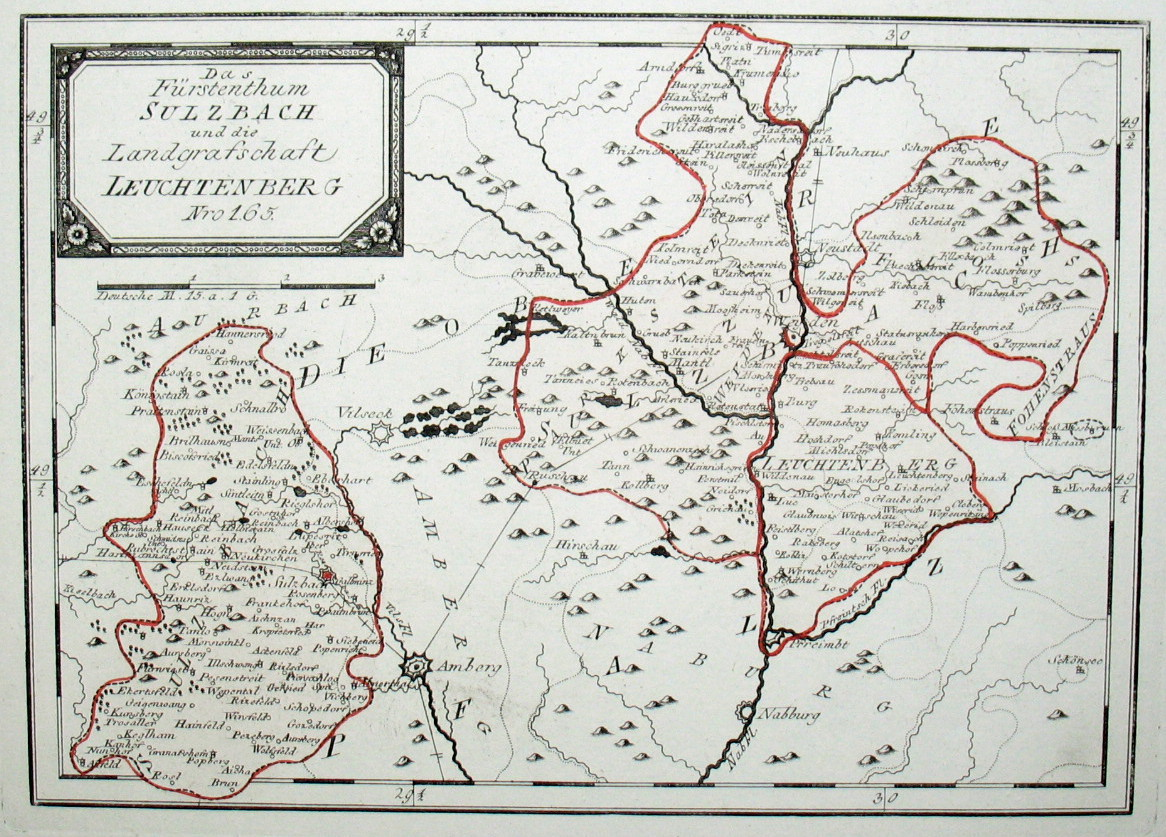
Das Territorium des Herzogtums Sulzbach mit dem Gebiet des Landrichteramtes Sulzbach im Südwesten

Zum Ende des Heiligen Römischen Reiches unterstand der bis 1777 kurpfälzische Weiler der Landeshoheit des Kurfürstentums Pfalzbaiern. Er gehörte dabei zum Landrichteramt Sulzbach, dem südwestlichen Teil des wittelsbachischen Herzogtums Sulzbach. Im Rahmen des im Herzogtum Sulzbach seit 1652 geltenden Simultaneums waren sowohl die evangelischen als auch die katholischen Einwohner des damals aus drei Anwesen bestehenden Ortes nach Illschwang gepfarrt.
Durch die Verwaltungsreformen zu Beginn des 19. Jahrhunderts im Königreich Bayern wurde Höfling mit dem Zweiten Gemeindeedikt im Jahr 1818 ein Bestandteil der Landgemeinde Sunzendorf, zu der auch die Orte Ammersricht, Dollmannsberg, Nonnhof, Reichenunholden und Rothsricht gehörten. Im Zuge der kommunalen Gebietsreform in Bayern in den 1970er Jahren wurde Höfling zusammen mit der Gemeinde Sunzendorf am 1. Mai 1978 in die sechs Jahre vorher gebildete Flächengemeinde Birgland eingegliedert. Im Jahr 1987 zählte das aus sechs Anwesen bestehende Höfling 27 Einwohner.

## Verkehr
Die aus dem Westsüdwesten kommende Kreisstraße AS 36 durchquert den Ort und führt weiter zum Illschwanger Ortsteil Hackern. Der ÖPNV bedient den Weiler an einer Haltestelle der Buslinie 24 des VGN. Der am schnellsten erreichbare Bahnhof befindet sich in Sulzbach-Rosenberg an der Bahnstrecke Nürnberg–Schwandorf.